# Iván Carril Regueiro
Iván Carril Regueiro (* 13. Februar 1985 in Rebordaos, Santiago de Compostela) ist ein spanischer Fußballspieler.

## Karriere
Carril begann seine Karriere in der Jugendmannschaft des FC Barcelona, ehe er 2002 in die zweite Mannschaft von Deportivo La Coruña wechselte. 2005 wurde er in die erste Mannschaft aufgenommen, wobei er immer wieder in der zweiten Mannschaft eingesetzt wurde. Sein Debüt in der Primera División gab er am 28. August 2005 gegen den RCD Mallorca. Das Spiel in Palma endete 1:0 für Deportivo. Carril wurde in der 54. Minute für Momo ausgewechselt. Er erhielt weiters eine gelbe Karte. Sein erstes Tor erzielte er am 3. Mai 2006 gegen Espanyol Barcelona, als er zum 2:1-Sieg den zwischenzeitlichen 1:1-Ausgleich beisteuerte. Weiters kam er zu vier Einsätzen im UI-Cup.
Im Juli 2006 wurde er an den UD Vecindario verliehen, ein Jahr später an den FC Palencia. 2009 wechselte er dann endgültig und unterschrieb beim FC Pontevedra in der dritthöchsten Spielklasse. 2010 kehrte er Spanien den Rücken und wechselte nach Österreich zu der SV Ried, wo er sein Debüt am 17. Juli 2010 gegen den SK Sturm Graz gab. Carril spielte durch, das Spiel endete 0:3. Am Ende der Saison wurde er mit der SV Ried österreichischer Pokalsieger.

## Privates
Sein Bruder ist der ehemalige SV-Ried-Legionär und aktueller Spieler des SV Grödig Jonathan Carril Regueiro.

## Erfolge
- österreichischer Pokalsieger 2011